# Rónavölgyi Endréné
Rónavölgyi Endréné (Kádas Ilona) (Szerencs, 1955. május 15. –) magyar pedagógus, politikus, polgármester, országgyűlési képviselő.

## Életpályája

### Iskolái
1977-ben végzett a sárospataki Comenius Tanítóképző Főiskola hallgatójaként. 1999-ben közoktatásvezetői végzettséget szerzett a Budapesti Műszaki és Gazdaságtudományi Egyetem Természet és Gazdaság és Társadalomtudományi Karán.

### Pályafuása
1973–1976 között Rátkán tanított. 1976-tól Szerencsen oktató. 1989–2002 között iskolai igazgató-helyettes volt. 

### Politikai pályafutása
1998–2002 között egyéni önkormányzati képviselő volt. 2002-ben országgyűlési képviselőjelölt volt. 2002–2010 Szerencs polgármestere (MSZP) volt. 2006–2009 között az Oktatási és tudományos bizottság tagja volt. 2006–2010 között országgyűlési képviselő (Borsod-Abaúj-Zemplén megye) volt. 2009–2010 között az Ifjúsági, szociális és családügyi bizottság tagja volt.